# Lista de vulcões da Índia
Esta é uma lista de vulcões  Quaternário ativo, dormente/extinto na Índia.
| Nome            | Elevação | Elevação | Localização                  | Localização   | Última erupção   | Tipo           |
| Nome            | metros   | pés      | Coordenadas                  | Estado        | Última erupção   | Tipo           |
| Ilha Barren     | 354      | 1161     | 12° 16′ 41″ N, 93° 51′ 29″ L | Ilhas Andaman | 2017             | Estratovulcão  |
| Narcondam       | 710      | 2329     | 13° 26′ N, 94° 17′ L         | Ilhas Andaman | 560 kyrs BP      | Estratovulcão  |
| Deccan Traps    | --       | --       | 18° 31′ N, 73° 26′ L         | Maharashtra   | 66 mya           | --             |
| Baratang        | --       | --       | 12° 04′ N, 92° 28′ L         | Ilhas Andaman | Ativo desde 2003 | Vulcão de lama |
| Dhinodhar Hills | 386      | 1266.4   |                              | Gujarat       | --               | Extinto        |
| Dhosi Hill      | 540      | 1800     | 28° 04′ N, 76° 02′ L         | Haryana       | --               | Extinto        |